# Thomas Zinkula
Thomas Robert Zinkula (ur. 19 kwietnia 1957 w Mount Vernon) – amerykański duchowny katolicki, w latach 2017–2023 biskup Davenport, arcybiskup Dubuque od 2023. 

## Życiorys
Święcenia kapłańskie otrzymał 26 maja 1990 i został inkardynowany do archidiecezji Dubuque. Przez wiele lat pracował jako duszpasterz parafialny, był też m.in. wikariuszem sądowym (2000–2010), wikariuszem biskupim dla rejonu Cedar (2012–2014) oraz rektorem seminarium duchownego (2014–2017).
19 kwietnia 2017 papież Franciszek mianował go ordynariuszem diecezji Davenport. Sakry udzielił mu 22 czerwca 2017 metropolita Dubuque - arcybiskup Michael Jackels.
26 lipca 2023 został mianowany przez papieża Franciszka arcybiskupem metropolitą archidiecezji Dubuque.